# Debre Sina (tu viện)
Debra Sina (tiếng Tigrinya: ደብረ ሲና  ኤርትራ ቀዳማይ ቁዱስ ቦታ ኣብ ምድረ ግእዝ) là một tu viện ở vùng cao nguyên của Eritrea gần Keren trong vùng Asenba. Đó là nơi rước lễ đầu tiên được chuẩn bị trong Nhà thờ Chính thống Eritrea, bởi giám mục Aba Salama vào thế kỷ thứ 4. Đây là một trong những tu viện lâu đời nhất ở Châu Phi và trên toàn thế giới.
Tu viện là nơi hành hương của các tín đồ Chính thống giáo ở Eritrea vào mỗi năm vào tháng Sáu. Các trung tâm hành hương trên một nhà thờ phía trên ngôi làng nơi tầm nhìn của Mary được cho là đã được nhìn thấy bởi các cô gái chăn cừu bên dưới một tảng đá lớn. Nhà thờ được xây dựng liền kề và trên tảng đá nơi được cho là đức mẹ Mary đã được nhìn thấy. Cuộc hành hương bao gồm hàng ngàn tín đồ Eritrea cắm trại trong một đêm tại làng Debra Sina, hát, đánh trống, tụng kinh và cử hành Đức Mẹ.